# The Shadow of Forgetfulness
《The Shadow of Forgetfulness》는 김동률의 1집 앨범이다. 전람회의 해체, 이적과의 프로젝트 앨범 활동 후 처음 발매한 솔로 앨범이다.

## 개요
김동률의 첫 솔로 앨범이다. 이때부터 김동률의 앨범에 윤상이 참여하게 된다. 현악 세션을 전반적으로 활용했다. 특히 신시사이저도 활용한 점이 두드러진다. 'The Shadow of Forgetfulness'의 뜻은 앨범자켓 뒤에 적혀있는 '망각의 그림자'이다.
수록곡으로는 이적이 직접 작사해준, 솔로 가수 활동의 감회가 담긴 〈시작〉, 이적과 서동욱이 참여한〈내 오랜 친구들〉, 신시사이저 소리가 독특한 〈Cosmos〉, 이소은과 듀엣으로 부른 〈기적〉, 사랑하는 사람과의 이별을 노래한 〈동반자〉 등이 있다. 특히 〈동반자〉는 김동률이 자신의 경험을 담은 몇 안 되는 곡으로 알려져 있다.
주요한 참여자로는 기타리스트 김세황, 드러머 이수용, 김광민, 윤상 등이 있다.
이 앨범을 발매한 후 김동률은 미국으로 유학을 떠났고, 버클리 음악대학교를 입학했다.

## 수록곡
전체 작곡: 김동률
- 전체 편곡: 김동률| #   | 제목               | 작사           | 재생 시간 |
| --- | ------------------ | -------------- | --------- |
| 1.  | 〈시작〉           | 이적           | 5:20      |
| 2.  | 〈배려〉           | 김동률         | 4:37      |
| 3.  | 〈내 오랜 친구들〉 | 서동욱, 김동률 | 3:22      |
| 4.  | 〈그림자〉         | 김동률         | 5:09      |
| 5.  | 〈Cosmos〉         | 이적           | 4:23      |
| 6.  | 〈기적〉           | 김동률         | 4:20      |
| 7.  | 〈걱정〉           | 김동률         | 3:54      |
| 8.  | 〈잠시〉           | 김동률         | 4:50      |
| 9.  | 〈고독한 항해〉    | 김동률         | 3:48      |
| 10. | 〈동반자〉         | 김동률         | 6:00      |